# Жасмін Сельберг
Жасмін Сельберг (нім. Jasmin Selberg; нар. 11 серпня 1999, Дортмунд) — німецько-естонська модель, переможниця конкурсу «Міс Інтернешнл 2022», який проходив у Токіо, Японія.

## біографія
Сельберг народився в Таллінн, Естонія. Її родина переїхала з Естонія до Німеччина, коли їй був рік. Вона вступила до Рурського університету Бохума в Бохум, щоб отримати ступінь бакалавра історії та Філософія.

## Конкурс краси
5 листопада 2021 року Сельберг представляла Німеччина на конкурсі «Міс Земна куля 2021» і змагалася з 50 іншими кандидатками в Оперному театрі в Тирана, Албанія, де вона потрапила до топ-15. 2 липня 2022 року Сельберг змагалася проти 16 інших фіналісток конкурсу «Міс Всесвіт Німеччина 2022» у готелі у Нойсі, де вона не потрапила до топ-5. 15 липня 2022 року Сельберг представляла Німеччина на конкурсі «Міс Наднаціональна 2022» і змагалася з 69 іншими кандидатками в амфітеатрі парку Стшелецького в місті Новий Сонч, Польща, де вона не пройшла до півфіналу. 13 грудня 2022 року вона представляла Німеччина на «Міс Інтернешнл 2022», змагалася з 66 іншими кандидатками в Токіо, Японія, де виграла титул і її змінила Сіріторн Лірамват з Таїланд.

## Покликання
- miss-international.org
- Жасмін Сельберг  у соцмережі «Instagram»